# Zbąszyń Przedmieście
Zbąszyń Przedmieście – przystanek kolejowy w Zbąszyniu, w województwie wielkopolskim, w Polsce.

## Ruch pasażerski
| Rok  | Wymiana pasażerska na dobę |
| ---- | -------------------------- |
| 2017 | 50-99                      |
| 2022 | 50-99                      |

Przystanek położony jest na linii kolejowej łączącej Leszno ze Zbąszynkiem. Budynek stacyjny jest zdewastowany z zewnątrz. Poczekalnia z kasą nie są zdewastowane. Z przystanku osobowego odjeżdżają wyłącznie pociągi osobowe przewoźnika Koleje Wielkopolskie w kierunku Leszna, Wolsztyna oraz Zbąszynka.